# Березоворудський народний історико-краєзнавчий музей
Березоворудський народний історико-краєзнавчий музей — народний історико-краєзнавчий музей у селі Березовій Рудці Пирятинського району Полтавської області; цікаве місцеве зібрання матеріалів з історії, культури і персоналій, пов'язаних із селом.

## Загальні дані
Березоворудський народний історико-краєзнавчий музей розташований у окремому історичному приміщенні — правому флігелі садиби Закревських (загальна площа 305 м²).
Директор закладу — Гончар Валентина Василівна.

## З історії музею
Музей у Березовій Рудці був створений на базі меморіальної кімнати Т. Г. Шевченка, що існувала починаючи від 1961 року при Березоворудському сільськогосподарському технікумі та двох кімнат історії села, організованих у 1968 році на базі місцевої школи учителькою Н. В. Стеценко.
Музейний заклад здійснює оглядові та тематичні екскурсії, тематичні вечори. Активною є виставкова діяльність музею. Експозиції представляють роботи гуртка вишивальниць «Берегиня», місцевої писанкарки Педяш Г. С., художника Потьомки В. П., унікальних зібрань музею, фотовиставки.
Робота музею неодноразово відмічалась Почесними грамотами районного та обласного відділу культури, дипломами, а в 2001 році він був нагороджений пам'ятною медаллю на честь 10-річчя незалежності України. У 2007 році за підсумками огляду-конкурсу «Найкращий музей навчального закладу» музейний заклад посів 2-е місце серед музеїв вищих аграрних навчальних закладів України.
Щороку Березоворудський музей відвідують понад 5 тисяч осіб, у тому числі закордонні делегації та окремі туристи (з США, Франції, Німеччини, Польщі, Росії та інших країн світу).

## Фонди та експозиція
Фонди Березоворудського народного історико-краєзнавчого музею налічують близько 5 тисяч експонатів, у тому числі 1 950 предметів основного фонду.
Музейна експозиція поділена на розділи і представлена у 11 залах:
- І-ІІ зали — присвячена заснуванню села Березова Рудка, його флорі та фауні, побуту, народним промислам;
- ІІІ зал — розкриває тему перебування Т. Г. Шевченка у Березовій Рудці та його спілкування з родиною Закревських;
- IV зал — експозиція присвячена новітній історії села;
- V зал — висвітлює історію Березоворудської школи та Березоворудського державного аграрного технікуму;
- VI зал — демонструє етапи соціально-культурного розвитку села;
- VII зал — кімната бойової слави воїнів села Березова Рудка: її створення було розпочато ще до 25-річчя Перемоги у німецько-радянській війні (1970), і спершу вона розміщувалася в одній з аудиторій Березоворудського державного аграрного технікуму. Після виділення під музей окремого приміщення кімната бойової слави була переоформлена і облаштована в музеї. Основними її експонатами є стенди, що відтворюють початок, хід і завершення німецько-радянської війни, діорама бойових дій в урочищі Шумейкове, особисті речі учасників бойових дій, фотографії, макети, нагороди, листи тощо;
- VIII—ІХ—Х зали — музейна кімната поета-пісняра Д. О. Луценка;
- ХІІ — фондове приміщення.

В результаті великої пошукової роботи в експозиції музейного закладу представлені унікальні світлини та документи родини Закревських, меблі, посуд, книги, картини придворного художника А. М. Третяковського та картини сучасних художників, особисті речі Героїв Радянського Союзу С. Н. Мирводи та Ф. П. Сербина, поета-пісняра Д. О. Луценка, Героя України співачки Раїси Кириченко, нагороди та творча спадщина Д. О. Луценка.
Більшість залів музею оформлені місцевим художником Потьомкою Володимиром Павловичем.
Доповненням до музейної експозиції є Березоворудський парк площею 45 га, пам'ятка садово-паркового мистецтва XVIII століття загальнодержавного значення з палацовим комплексом та пірамідою-каплицею.

## Галерея

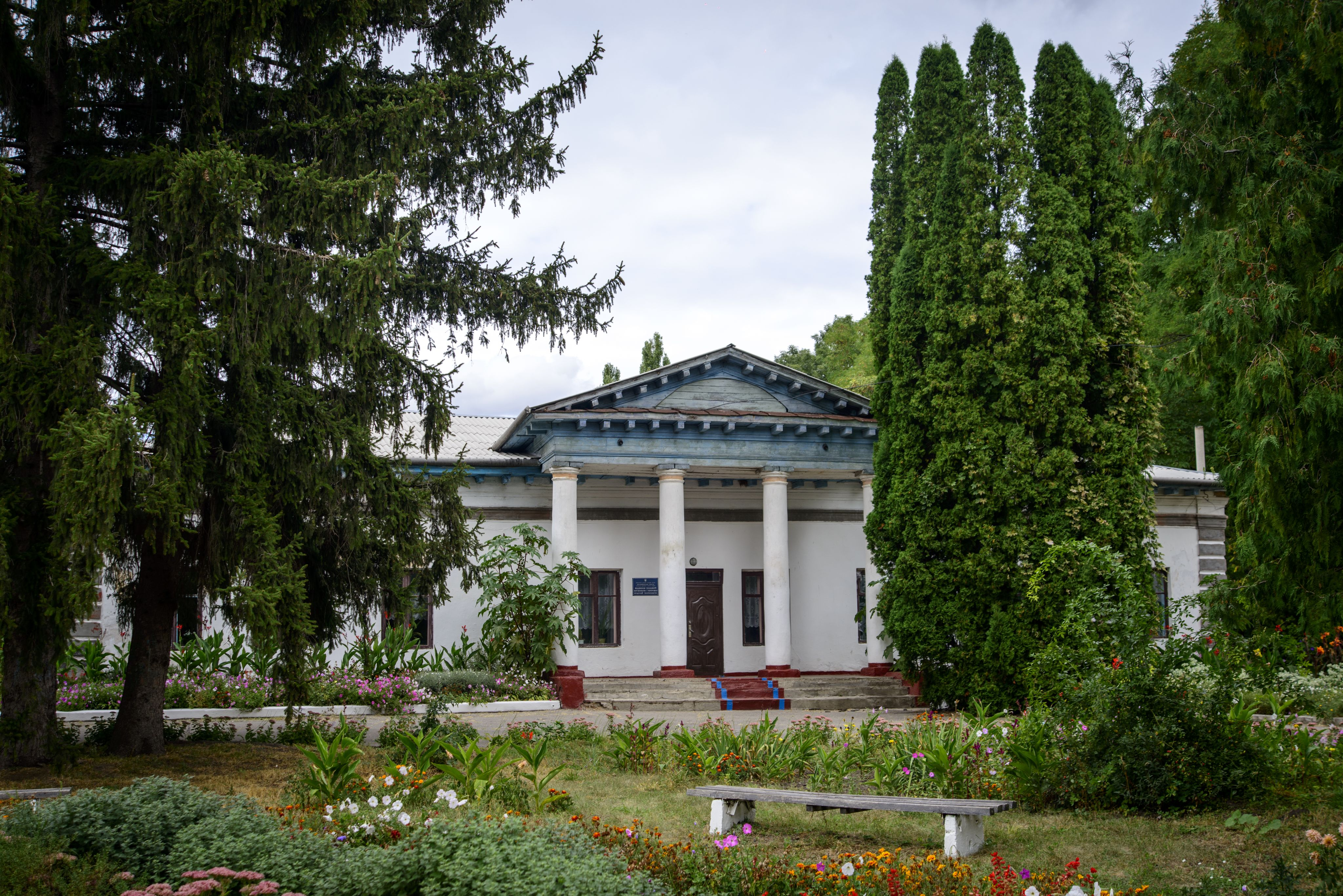
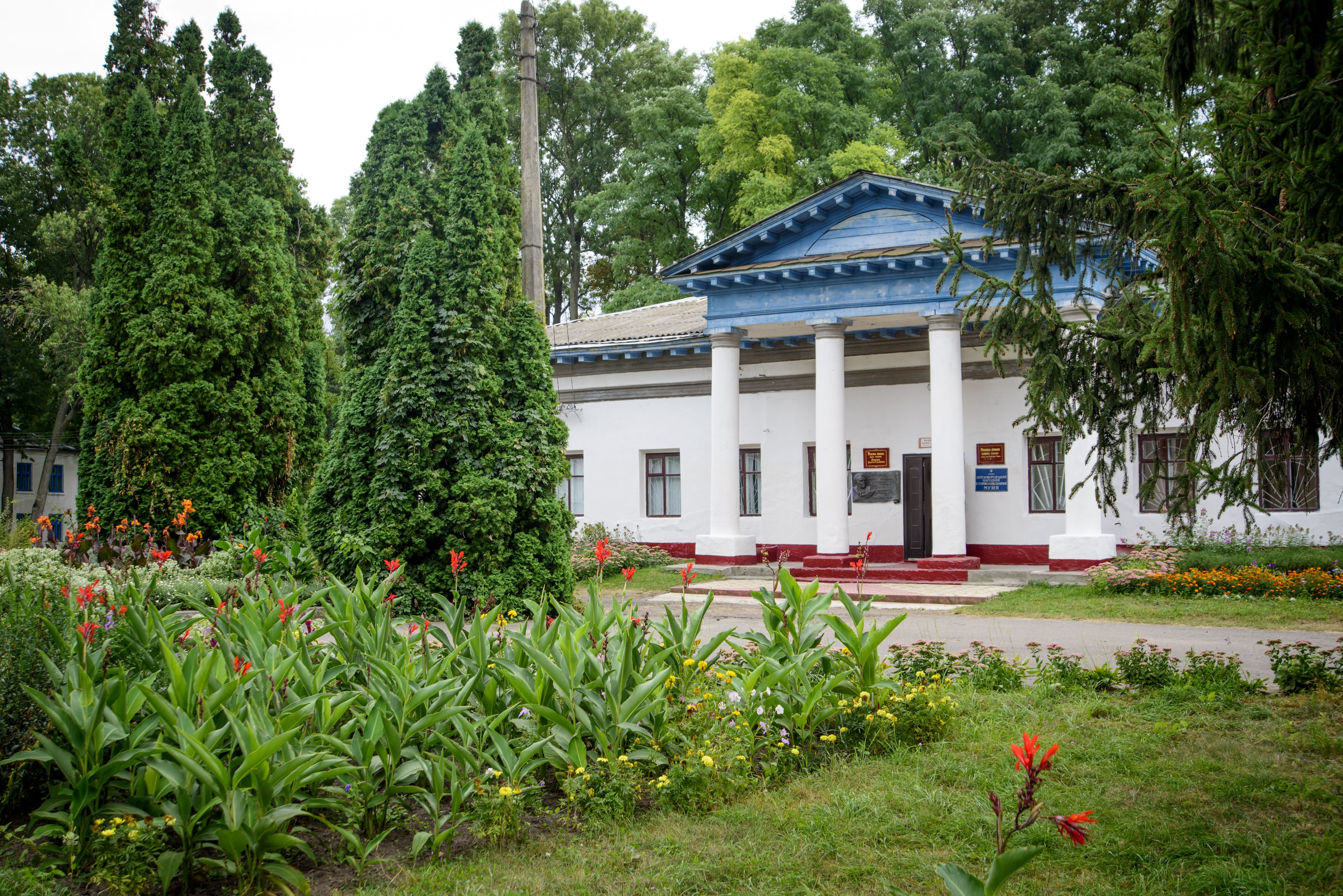